# Cupa României (handbal masculin)
Cupa României la handbal masculin este o competiție de handbal înființată în anul 1977 și organizată de către Federația Română de Handbal (FRH).

## Palmares

### Lista campioanelor[1]
| An   | Club                  |
| ---- | --------------------- |
| 1978 | Minaur Baia Mare      |
| 1979 | Dinamo București      |
| 1980 | Nu s-a disputat       |
| 1981 | Steaua București      |
| 1982 | Dinamo București      |
| 1983 | Minaur Baia Mare      |
| 1984 | Minaur Baia Mare      |
| 1985 | Steaua București      |
| 1986 | Politehnica Timișoara |
| 1987 | Nu s-a disputat       |
| 1988 | Dinamo București      |
| 1989 | Minaur Baia Mare      |
| 1990 | Steaua București      |
| 1991 | Universitatea Craiova |
| 1992 | Nu s-a disputat       |
| 1993 | Nu s-a disputat       |
| 1994 | Nu s-a disputat       |
| 1995 | Nu s-a disputat       |
| 1996 | Nu s-a disputat       |
| 1997 | Steaua București      |
| 1998 | Nu s-a disputat       |
| 1999 | Minaur Baia Mare      |
| 2000 | Steaua București      |

| An   | Club                  |
| ---- | --------------------- |
| 2001 | Steaua București      |
| 2002 | Fibrexnylon Săvinești |
| 2003 | Fibrexnylon Săvinești |
| 2004 | Fibrexnylon Săvinești |
| 2005 | Nu s-a disputat       |
| 2006 | HCM Constanța         |
| 2007 | Steaua București      |
| 2008 | Steaua București      |
| 2009 | Steaua București      |
| 2010 | UCM Reșița            |
| 2011 | HCM Constanța         |
| 2012 | HCM Constanța         |
| 2013 | HCM Constanța         |
| 2014 | HCM Constanța         |
| 2015 | Minaur Baia Mare      |
| 2016 | CSM București         |
| 2017 | Dinamo București      |
| 2018 | CSM Constanța         |
| 2019 | Politehnica Timișoara |
| 2020 | Dinamo București      |
| 2021 | Dinamo București      |
| 2022 | Dinamo București      |
| 2023 | CSM Constanța         |

| An   | Club             |
| ---- | ---------------- |
| 2024 | Dinamo București |
| 2025 | Dinamo București |

## Bilanț pe club
| Loc    | Club                   | Trofee  | Ani                                                  |
| ------ | ---------------------- | ------- | ---------------------------------------------------- |
| 1      | Steaua București       | 9       | 1981, 1985, 1990, 1997, 2000, 2001, 2007, 2008, 2009 |
| 1      | Dinamo București       | 9       | 1979, 1982, 1988, 2017, 2020, 2021, 2022, 2024, 2025 |
| 3      | Minaur Baia Mare       | 6       | 1978, 1983, 1984, 1989, 1999, 2015                   |
| 4      | Dobrogea Sud Constanța | 5       | 2006, 2011, 2012, 2013, 2014                         |
| 5      | Fibrexnylon Săvinești  | 3       | 2002, 2003, 2004                                     |
| 6      | Politehnica Timișoara  | 2       | 1986, 2019                                           |
| 6      | CSM Constanța          | 2       | 2018, 2023                                           |
| 8      | Universitatea Craiova  | 1       | 1991                                                 |
| 8      | UCM Reșița             | 1       | 2010                                                 |
| 8      | CSM București          | 1       | 2016                                                 |
| -      | Nu s-a disputat        | 9       | 1980, 1987, 1992, 1993, 1994, 1995, 1996, 1998, 2005 |
| Bilanț | Bilanț                 | 39 (+9) | 1978-2025                                            |

### Legături interne
- Liga Națională (handbal masculin)
- Supercupa României (handbal masculin)
- Cupa României (handbal feminin)